# Steep (Royaume-Uni)
Ne doit pas être confondu avec STEP ou Steep.
Steep est une paroisse civile et un village du Hampshire, en Angleterre.